# Olona
Olona je řeka v itálské oblasti Lombardie, dlouhá 71 kilometrů. Protéká metropolitním městem Milán. Vlévá se do řeky Lambro a patří k povodí Pádu. Název řeky je odvozen od řeckého výrazu ὄρος (hora). V západolombardském nářečí se nazývá Ulona nebo Urona. 

## Průběh toku
Pramení na hoře Sacro Monte di Varese v nadmořské výšce 548 m. Na horním toku se nachází regionální park Campo dei Fiori. Na řece leží města Varese, Induno Olona, Malnate, Cairate, Fagnano Olona, Castellanza, Legnano, Nerviano, Rho a Milán. V centru Milána byl ve dvacátém století tok řeky sveden do podzemí. Olona má 39 přítoků, nejvýznamnějšími jsou Gaggiolo, Merlata a Fredda. Povodí má rozlohu 1038 km². Šířka řeky se pohybuje od pěti do osmnácti metrů, průměrný průtok je 14 m³/s. Vodní režim je závislý na srážkách, nejvyšší stav je od března do dubna a od října do listopadu, kdy dochází i k záplavám jako v roce 1951.

## Využití
Údolí bylo osídleno již v době kamenné. V době bronzové zde existovala Canegratská kultura, kterou vystřídala Laténská kultura. V antickém období vedla údolím řeky cesta Via Severiana Augusta. Roku 1176 proběhla na březích Olony bitva u Legnana. Roku 1606 zde vzniklo nejstarší konsorcium pro zavlažování v Itálii. Na březích řeky pak vzkvétal textilní průmysl; vyrábělo se proslulé olonské plátno, používané na lodní plachty. Říční vodu využívá také pivovar Angelo Poretti ve Varese. Ačkoli se po vybudování čističek kvalita vody zlepšila, patří Olona stále k nejznečištěnějším italským tokům. Přes Olonu vede 57 mostů. Na horním toku se nacházejí četné vodní mlýny, nejstarší je zmiňován již roku 1043. V údolí Valganna byly vybudovány umělé vodopády. Pramen Fontana degli Ammalati je vyhledáván díky léčivým účinkům. 